# Grabstein für Shabbatai Elkanan da Rieti

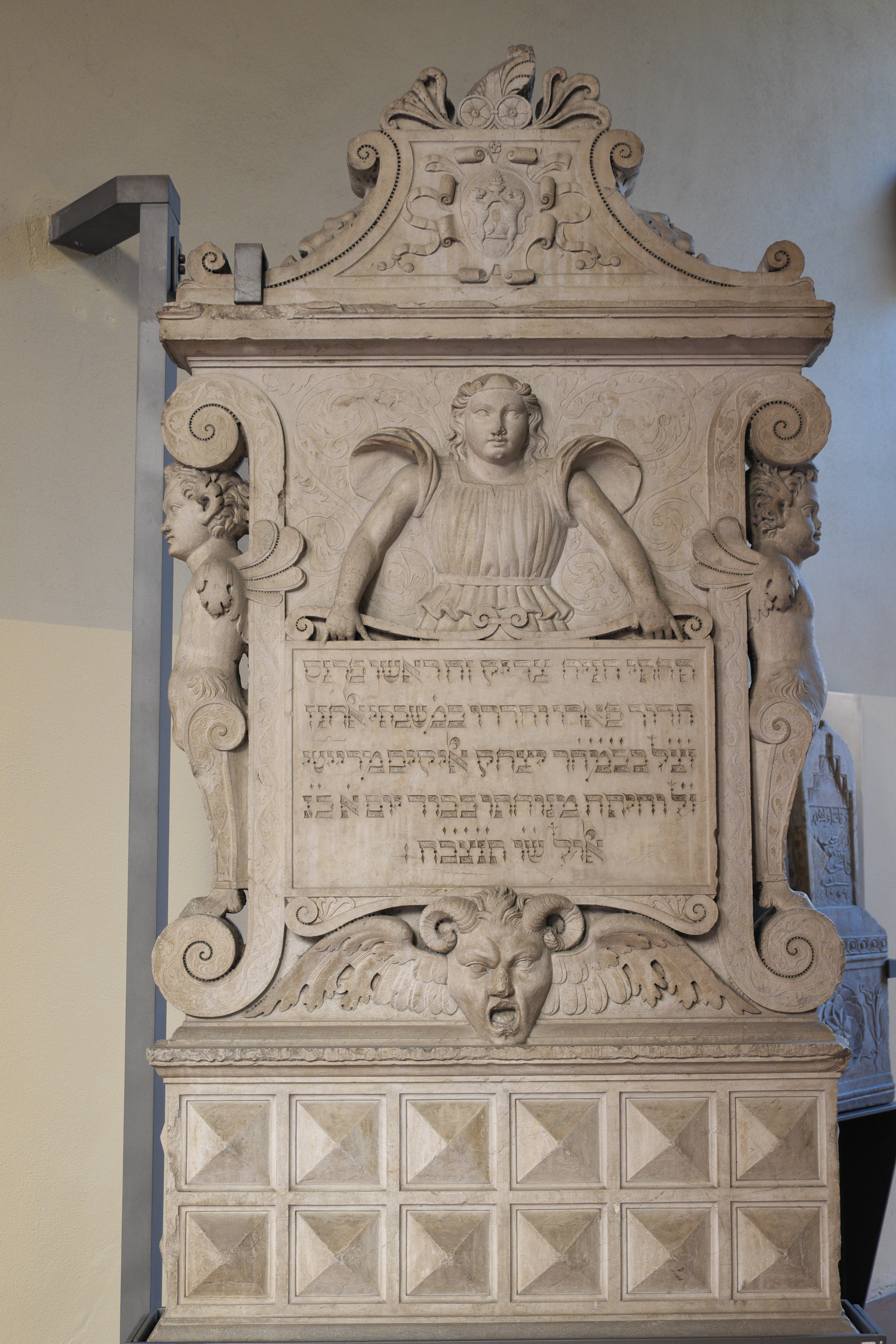
Grabstein für Shabbatai Elkanan da Rieti

Der Grabstein für Shabbatai Elkanan da Rieti befindet sich heute im Museo civico medievale in der norditalienischen Stadt Bologna.
Der Grabstein aus dem Jahr 1546 stammt vom mittelalterlichen jüdischen Friedhof von Bologna in der Via Orfeo, der im Jahr 1569 auf Grund der päpstlichen Bulle Cum nimis absurdum aufgehoben wurde. Der Grabstein im Stil der Renaissance stellt im unteren Teil einen Maskaron dar und darüber hält ein junger Mann die Inschriftentafel, die von zwei Putti flankiert wird. Der Grabstein wird von einem Aufbau mit Wappen bekrönt.